# John Wennerberg
John Edgar Wennerberg, född 7 november 1886 i Välinge, död 1979, var en svensk civilingenjör och teknologie doktor.
John Wennerberg avlade ingenjörsexamen vid Kungliga tekniska högskolan 1908. Han blev teknologie doktor 1929. Han invaldes 1941 som ledamot av Ingenjörsvetenskapsakademien.